# Яннік Кесер
Яннік Кесер (нім. Yannick Käser; нар. 3 липня 1992) — швейцарський плавець.
Учасник Олімпійських Ігор 2012, 2016 років.